# Бантам (Кокосові острови)
Бантам — найбільше поселення на Кокосових островах. Він розташований на острові Хоум і має населення близько 400 осіб, більшість із яких є кокосовими малайцями.

## Клімат
Знаходячись у тропічних широтах, Бантам цілий рік має постійно високу температуру.